# Охоронні зони для рідкісних видів флори і фауни

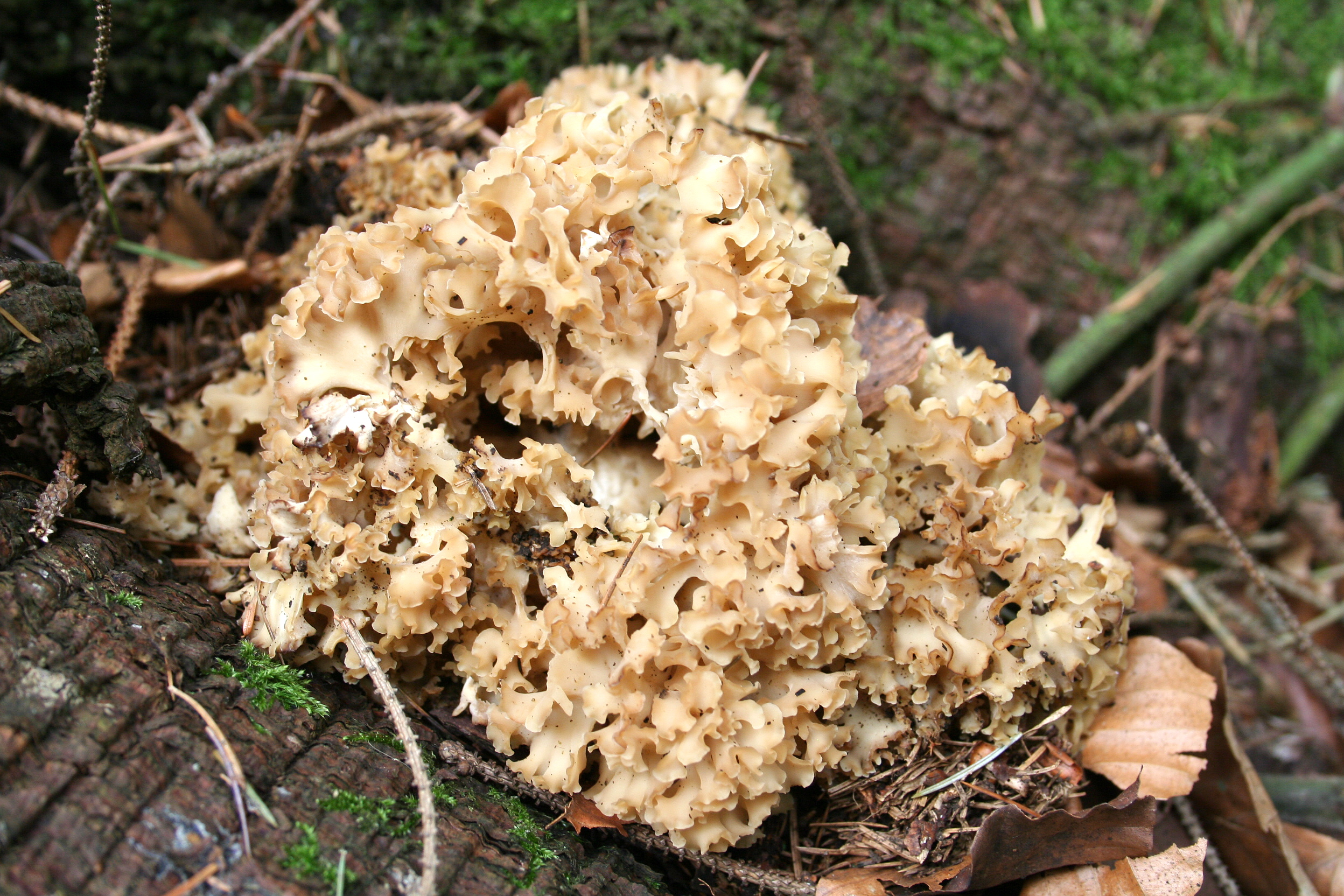
Листочня кучерява

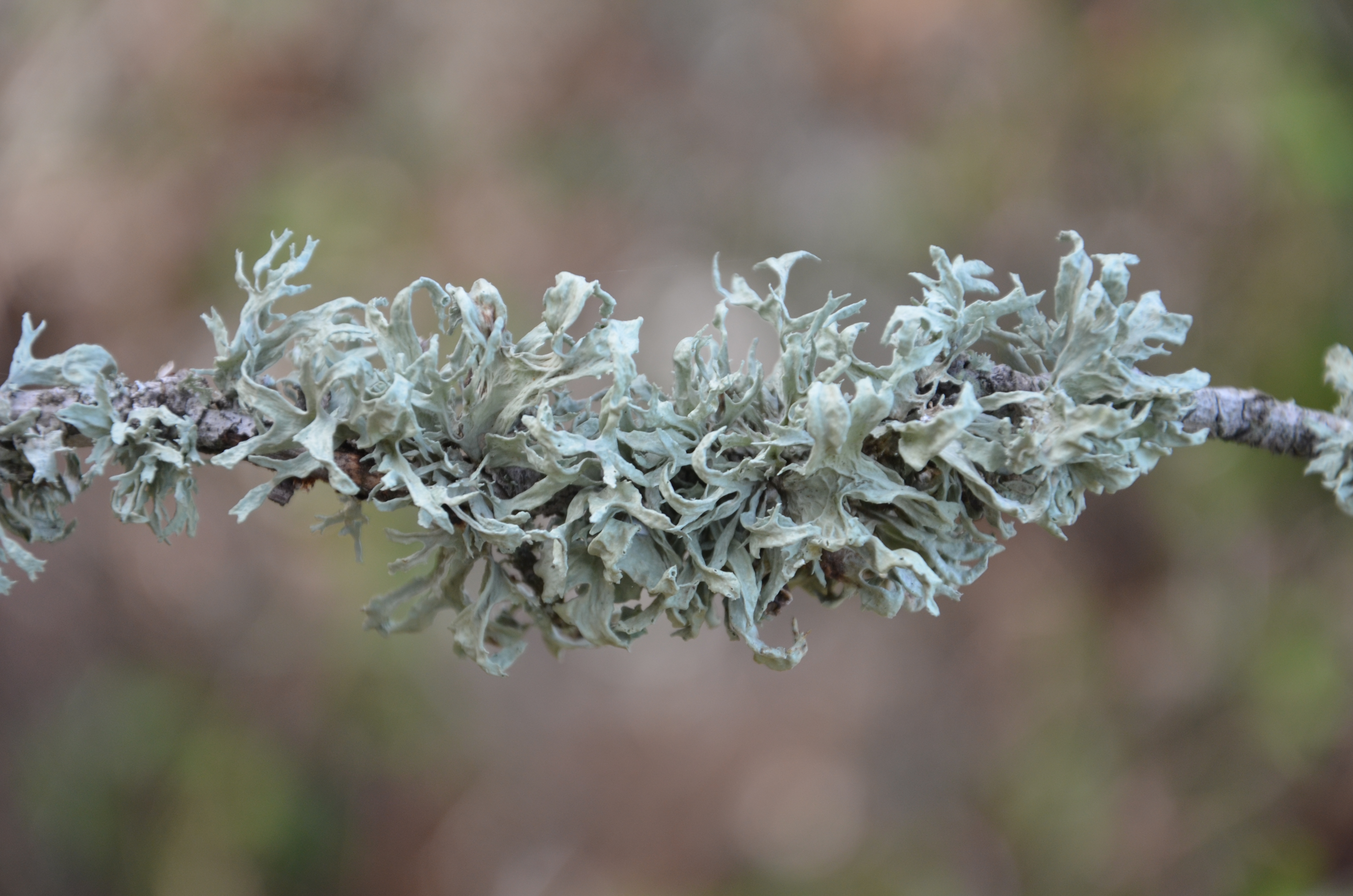
Рамаліна канарська

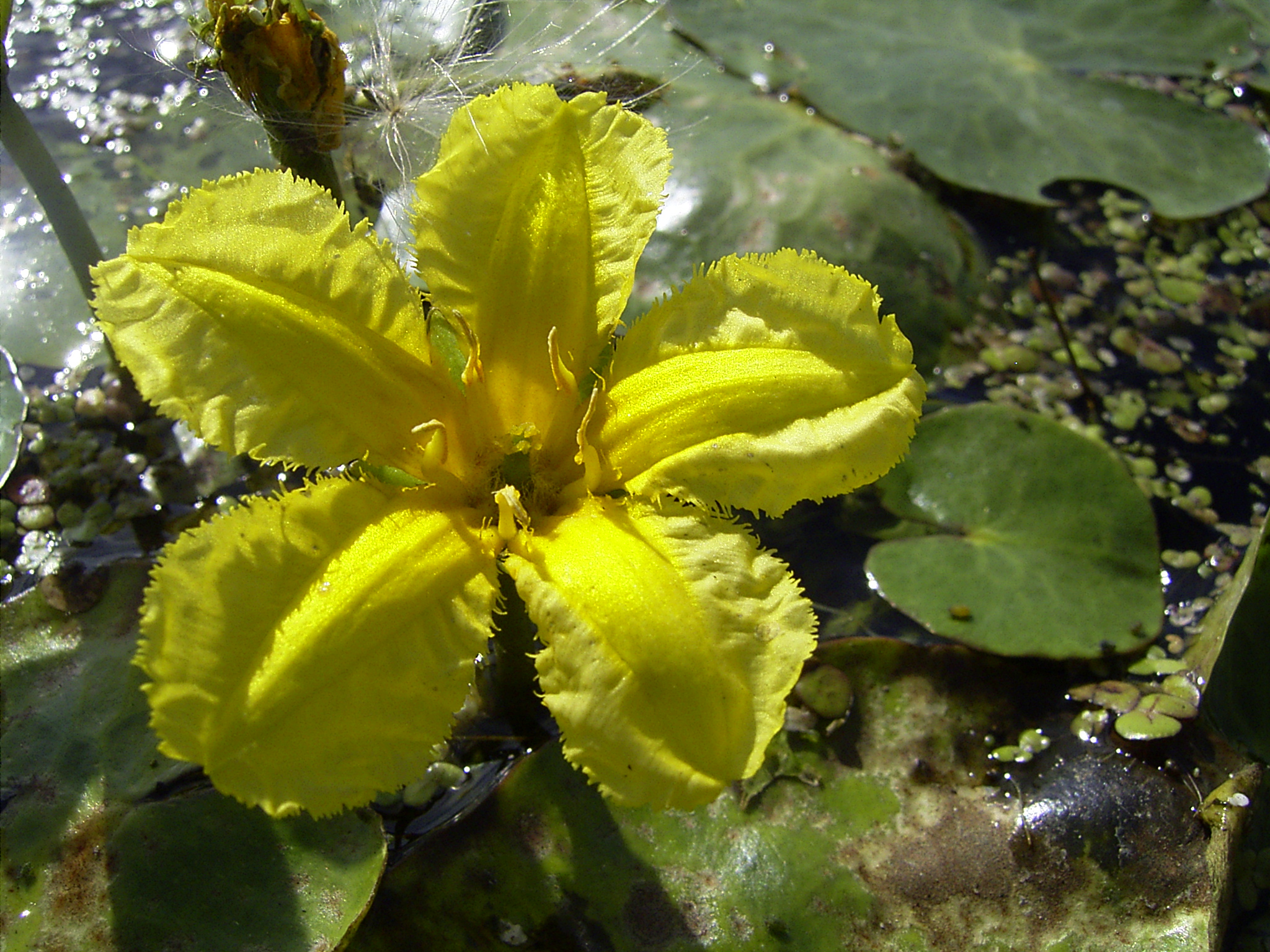
Плавун щитолистий

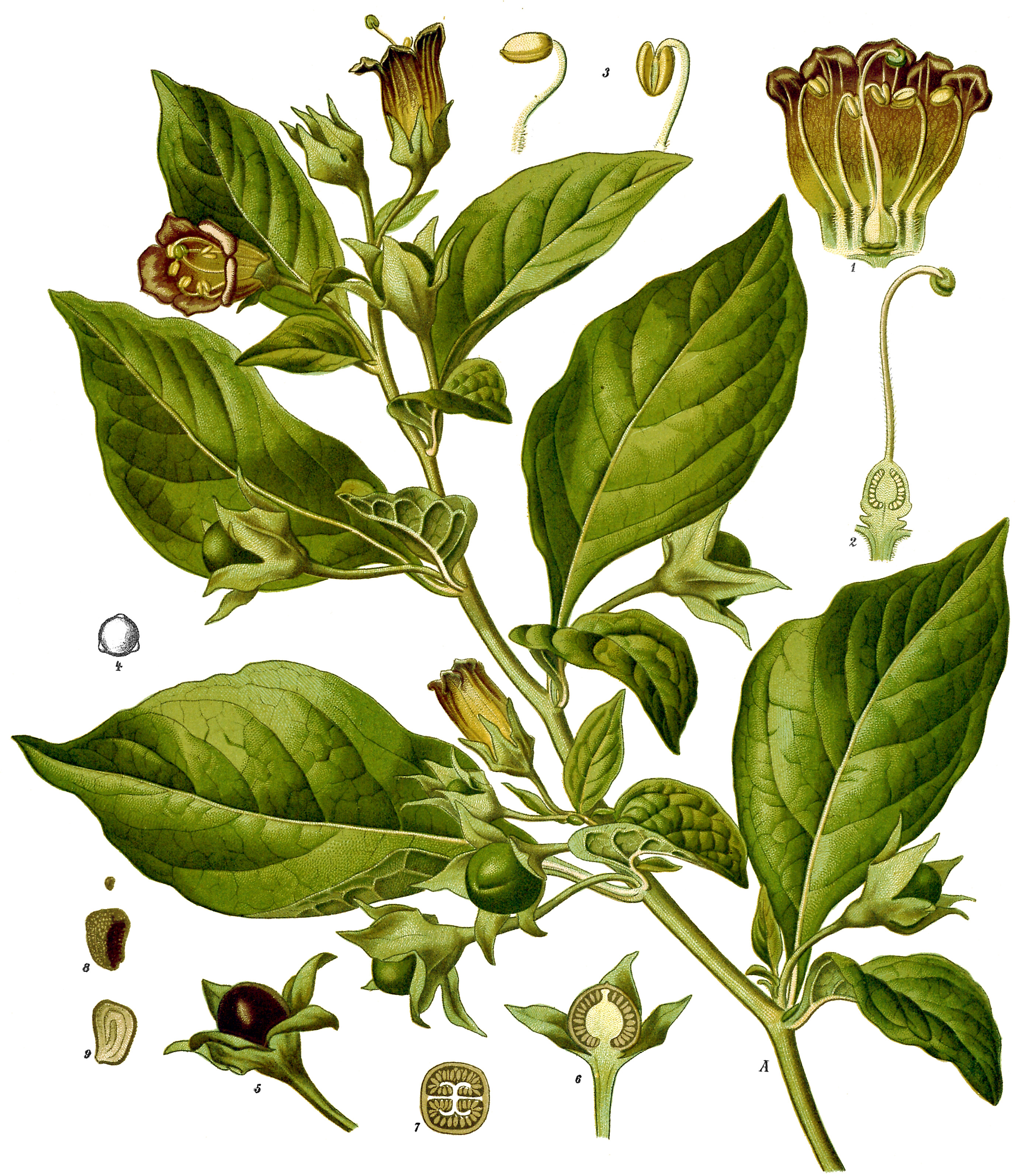
Беладона звичайна

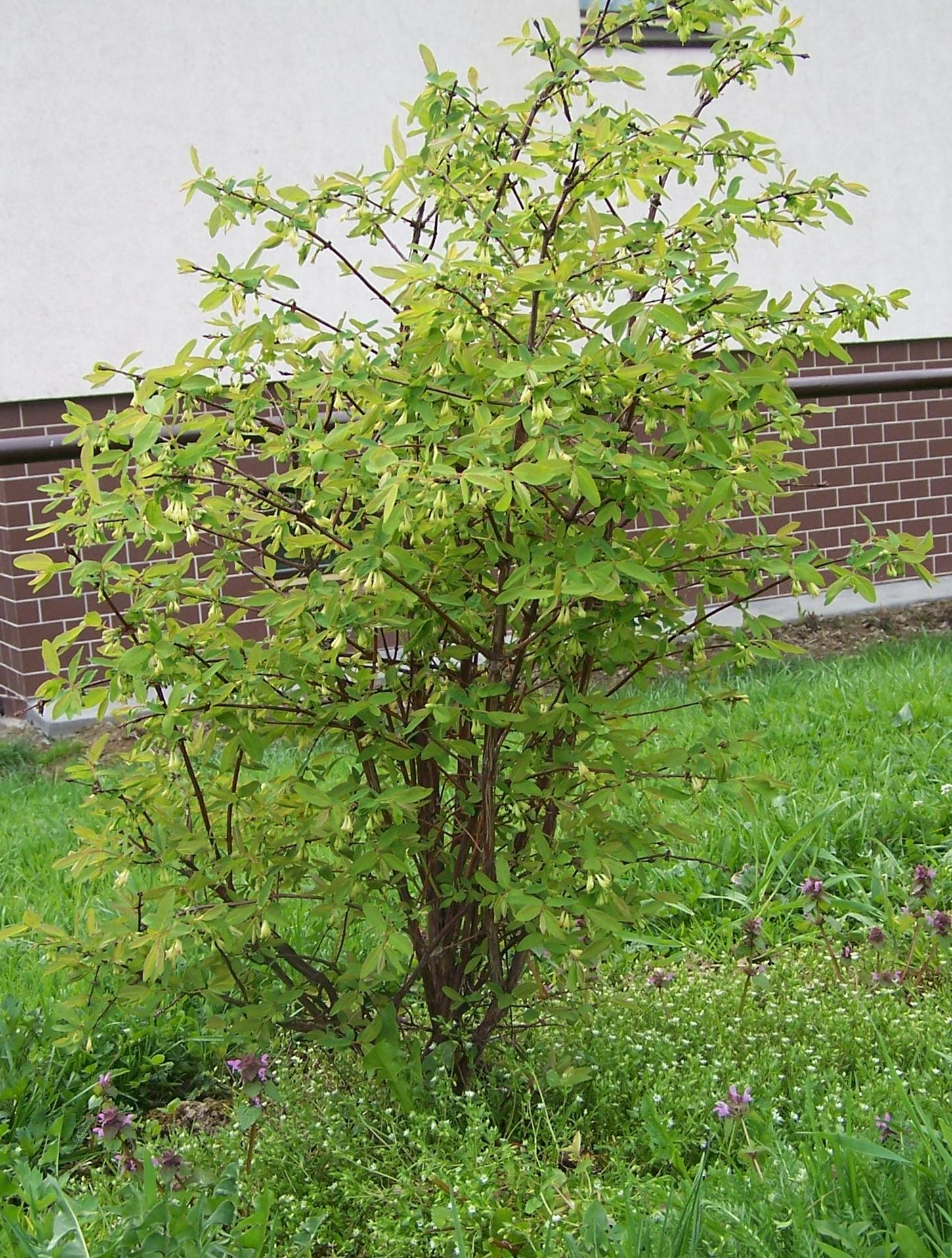
Жимолость блакитна

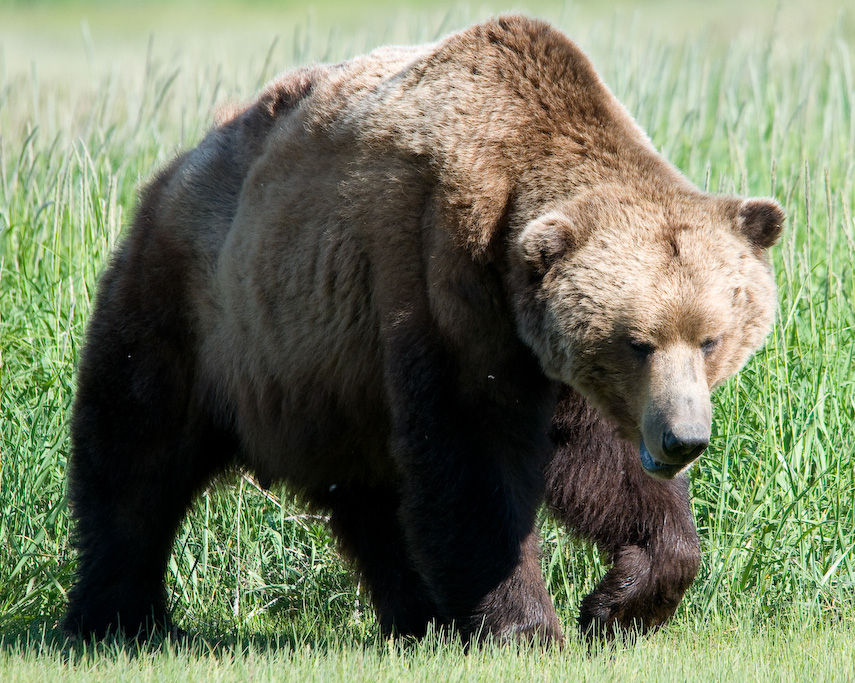
Ведмідь бурий

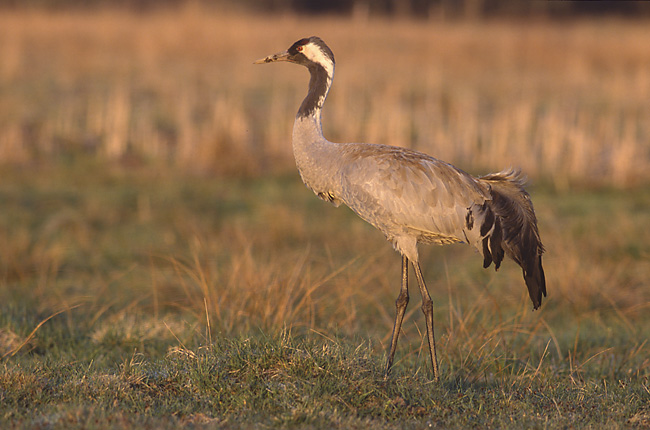
Журавель сірий

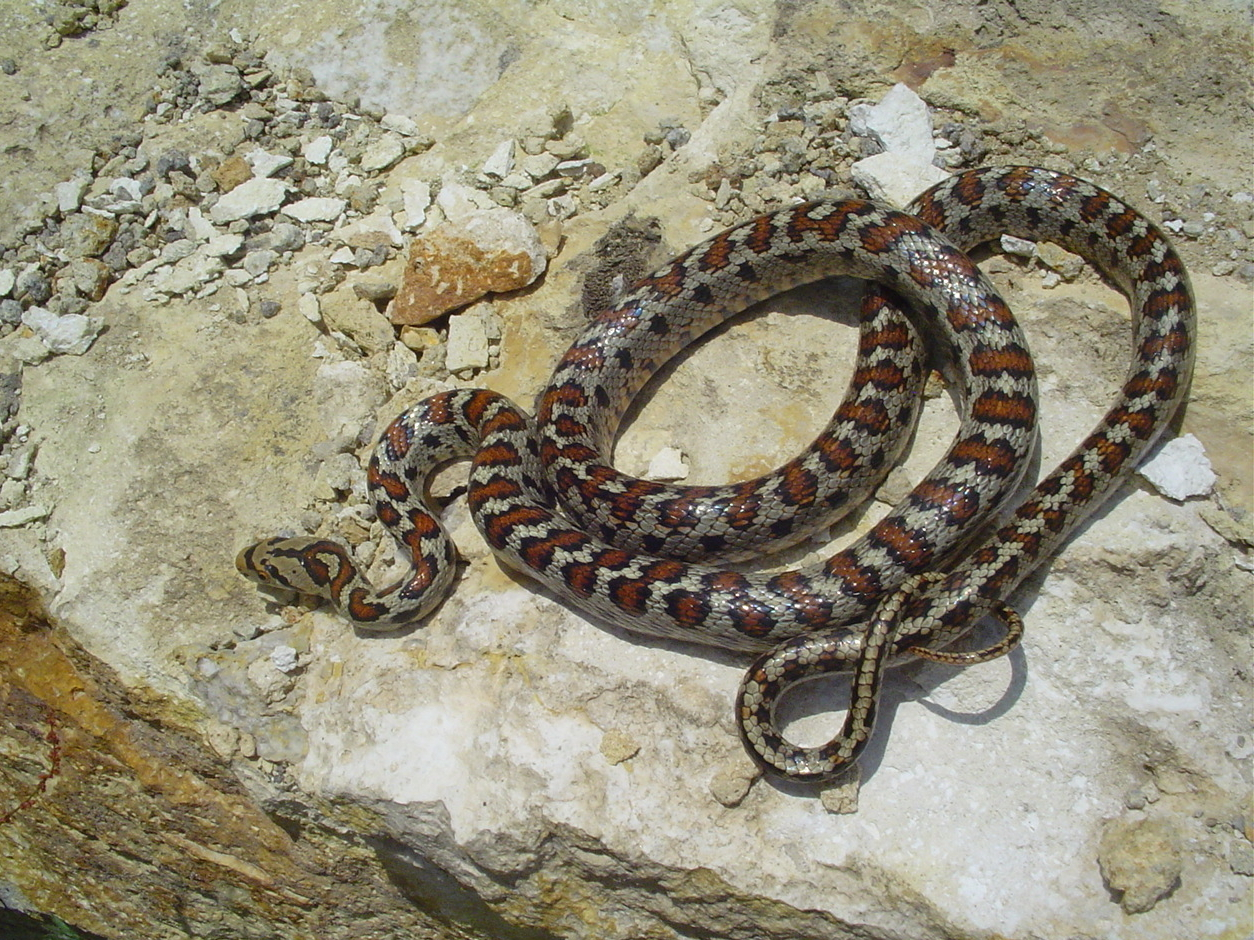
Полоз леопардовий

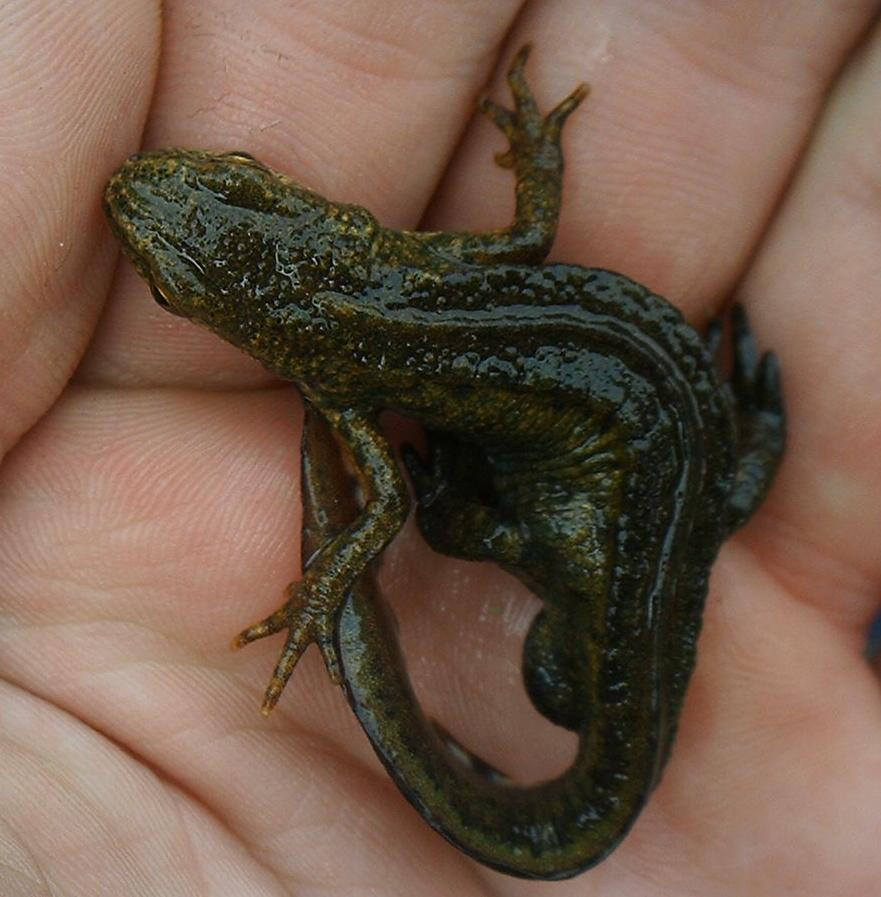
Тритон карпатський

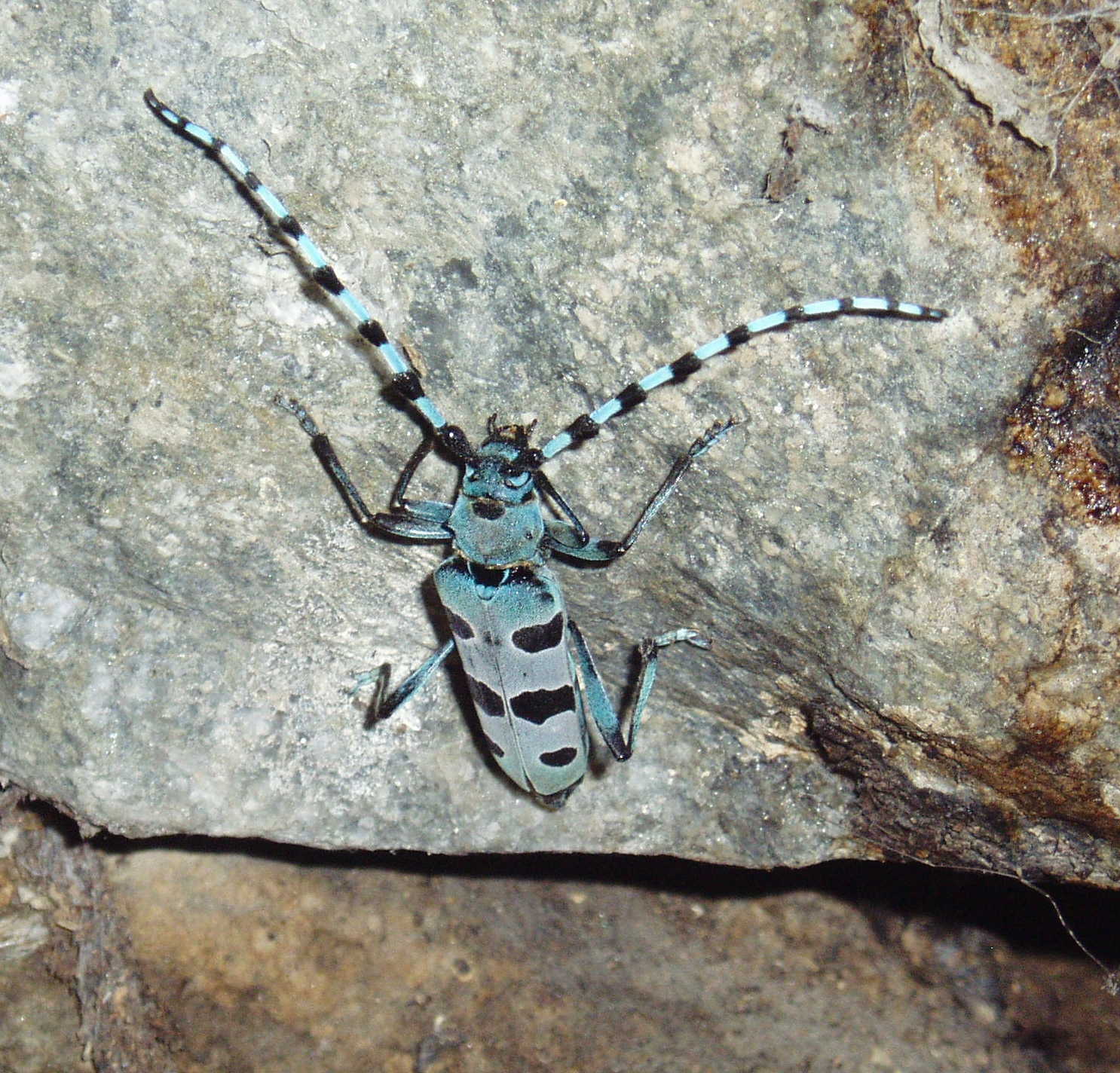
Вусач альпійський

## Екологічна шкода від санітарних і інших рубок, розчищення лісу від засміченості, рідкісним видам флори і фауни
Аналіз Червоної книги України показує, що від проведення санітарних і інших рубок, а також розчищення лісу від засміченості страждає 122 види флори і фауни, занесених до Червоної книги України (89 видів фауни і 33 види флори), а також 119 видів тварин, занесених до списку Другої Бернської конвенції про охорону дикої природи.
Під час збору мертвої деревини, вирубувань лісів знищуються місця перебування рідкісних тварин і рослин, гнізда і токовища птахів, притулки кажанів, місця зимівель рідкісних змій і тритонів, житла і розмноження рідкісних жуків, молюсків, місця зростання рідкісних рослин рідкісних тварин. Наприклад, багато видів хижих птахів, чорний лелека десятки років використовує одно і те ж гніздо (гніздовий консерватизм). Під час рубок дерево з гніздом, що знаходиться на нім, знищується, що веде до втрати птахами сприятливого місця розмноження. Дуже негативно на багатьох тваринах (птахи, звірі) позначається також і чинник занепокоєння, коли, наприклад, птахи залишають гніздо або токовище унаслідок рубок, що проходять по сусідству з ним. У Поліському заповіднику і в Шацькому національному парку зафіксовані випадки загибелі гнізд чорного лелеки через проведення санітарних рубок. У Макарівському лісгоспі (Київська область) 10 років тому при рубці було знищено гніздо чорного лелеки. Для кажанів дуже важлива наявність не лише одиничного старого або дуплистого дерева, де відбувається їх розмноження або відпочинок, але і сусідніх з ним таких же дерев. Вирубування таких дерев може привести до зникнення багатьох видів кажанів. Однією з головних причин зникнення рідкісного виду молюска серуліни зубчастої є збирання вітролому.
Серйозні проблеми лісогосподарська діяльність створює для видів рідкісних рослин і грибів. Рубки лісу не лише напряму знищують місця зростання багатьох видів пролісків, орхідей шляхом валяння дерев, збору вітролому або трелювання лісу по лісовій підстилці, але і непрямим шляхом — через зміни в результаті рубки освітленості, вологості або загибелі мікоризи на ділянці лісу. Спостереження показали, що рубка і трелювання лісу в заповіднику Любочівський на півдні Київської області призвели до значного скорочення чисельності проліска жовтого. У районі гори Купол в національному парку Голосіївський і в регіональному ландшафтному парку Лиса гора велосипедистами були частково знищені популяції орхідей і первоцвітів. У Поліському заповіднику санітарні рубки лісу негативно впливають на червонокнижні діфазіаструми і гудайєру повзучу.
У зв'язку з тим, що в господарській, рекреаційній зоні національних парків, біосферних заповідників і регіональних природних парків відбуваються лісогосподарські заходи (рубки лісу, збір вітролому і так далі), там у першу чергу повинні створюватися охоронні зони навколо жител, місць зростання, розмноження і зимівлі рідкісних видів. Інакше забезпечення охорони багатьох рідкісних видів флори і фауни в рекреаційній і господарській зонах даних категорій ПЗФ не можливо. Подібні охоронні зони також повинні створюватися і в лісогосподарських не заповіданих лісах.

## Світовий досвід створення охоронних зон навколо жител, місць зростання і зимівлі рідкісних видів фауни і флори
Світовий досвід охорони рідкісних видів флори і фауни показує, що дуже ефективним способом є створення охоронних зон, наприклад, навколо гнізд рідкісних птахів (хижі птахи, чорний лелека), там забороняється проведення різних рубок, перебування людей і тому подібне. У Швеції охоронні зони із забороною рубки радіусом 200 м створені навколо гнізд орлана-білохвоста. У Східній Німеччині біля гнізд скопи, орлана-білохвоста і малого підорлика з радіусом 100 м створювалися зони, в яких заборонялася будь-яка господарська діяльність, і з додатковим радіусом в 100 м, де господарська діяльність заборонялася в гніздовий період. У Латвії в 1973—1986 рр. навколо гнізд рідкісних птахів було створено 304 охоронних зони. У Білорусі в 2013 р. затверджена Радою Міністрів Постанова, що визначає порядок охорони жител рідкісних рослин і рідкісних тварин користувачами земельних (водних) ділянок.
Досить системно і продумано організовано створення охоронних зон в деяких країнах Євросоюзу. Так, в Польщі процедура створення таких зон затверджена в 2014 г спеціальним розпорядженням Міністерства охорони довкілля Польщі, тобто має юридичну основу. Створення охоронних зон навколо місць розмноження (чи мешкання) передбачене не лише для птахів, але також і для ссавців, рептилій і комах (всього 26 видів).
Як правило, охоронна зона складається з двох частин — постійної (50-200 м) і тимчасової (500 м), остання функціонує тільки в період розмноження.
Окрім цього охоронні зони створюються і для 23 видів рідкісних рослин і грибів: лишайники, плавуни, папороті, вищі рослини (радіус такої зони 30-100 м). Якщо рідкісний вид рослини мешкає у водоймі або болоті, то охоронна зона тоді займає усе болото або водойму, причому іноді і з береговою зоною до 50 м.
21 травня 1992 р. Європейським Союзом була прийнята Директива Ради 92/43/ЕЄС «Про збереження природних жител і дикої фауни і флори», яка акцентує увагу на збереження місць мешкання, зростання рідкісних видів фауни і флори.

## Досвід створення охоронних зон навколо жител, місць зростання, розмноження і зимівлі рідкісних видів флори і фауни в Україні
Український орнітолог С. Г. Вітер рекомендує створювати наступні охоронні зони для таких видів рідкісних птахів (радіус): орлан-білохвіст — 700 м, орел-могильник — 500, малий підорлик — 400, курганник, осоїд, орел-карлик — 300, канюк звичайний, яструб-тетерев'ятник, яструб-перепелятник — 200 м.
Червона книга України рекомендує створювати навколо гнізд змієїда, великого і малого підорликів, беркута, орлана-білохвоста охоронні зони радіусом 500 м. На жаль, в Україні нормативними документами довгий час не було передбачено обов'язкове створення охоронних зон навколо гнізд хижих птахів (за винятком охоронних зон навкруги токовищ глухарів радіусом 300 м). Тому в Україні організація охоронних зон навколо гнізд рідкісних птахів практично не відбувалася до останнього часу. У 2010 р. Держлісгоспом України були затверджені Методичні вказівки по проведенню таксації лісосік, в яких рекомендувалося виявляти рідкісні дерева і гнізда птахів, що не давало природоохоронного ефекту, оскільки не було вказано для яких саме видів птахів створюються охоронні і які охоронні зони повинні мати розміри.
У 2008 р. ВВФ в Україні виданий посібник з виділення особливо цінних лісів і ділянок для лісгоспів, що проходять міжнародну лісову сертифікацію FSC. Згідно умов проходження міжнародної лісової сертифікації, лісгоспи повинні на своїй території виділяти охоронні ділянки для збереження рідкісних видів рослин і тварин, у тому числі охоронні зони радіусом 100—500 м для червонокнижних і інших рідкісних видів птахів.
Першим в Україні парком, де така робота була проведена і повністю закінчена, став національний парк Гомільшанські ліси. У 2007—2009, 2011 рр. наукові співробітники парку виявили місця гнізд рідкісних птахів. У кінці 2011 р. навколо гнізд знайдених рідкісних птахів були визначені охоронні ділянки, які були зафіксовані в Проекті організації території парку. Межі охоронних ділянок проводилися по межах виділів і кварталів і складали охоронну зону для канюка звичайного, курганника, яструба-тетерев'ятника і перепелятника, дербника радіусом 300 м, для сірої неяситі — 100, для орла-карлика — 400, для малого підорлика і орла-могильника — 500, для орлана-білохвоста — 600 м. В охоронних зонах заборонялося проведення будь-яких лісогосподарських заходів. Ці ділянки створювалися в усіх зонах національного парку окрім заповідної, охоронний режим якої і так відповідав необхідним нормам охорони рідкісних птахів. В результаті було створено 52 охоронних ділянки для 14 видів рідкісних птахів, що налічують 152 гнізда охоронних ділянок для вухатої сови, 4 — для змієїда, 8 для — могильника, 18 для сірої неяситі, 12 для орла-карлика, 3 для малого підорлика, 40 для канюка звичайного, 4 для чорного шуліки, 14 для осоїда, 21 для ястреба-тетеревятника, 11 для перепелятника, 2 для орлана-білохвоста, 2 для курганника, 1 — для кібця). Цей Проект організації території нацпарка був затверджений у кінці 2011 р. В подальші роки ведеться моніторинг стану виявлених гнізд птахів. У цих охоронних зонах заборонені усі види рубок. Також в цьому нацпарку були створені охоронні зони навколо жител рідкісних рослин.
29 грудня 2016 р. Міністр екології України О.Семерак підписав приказ № 557 "Про додаткові заходи щодо збереження рідкісних і зникаючих видів тварин і рослин", спрямований на створення охоронних зон по відношенню до 80 видів рідкісних рослин та 80 видів рідкісних тварин у національних парках та біосферних заповідниках. Проект наказу був розроблений спеціалістами Київського еколого-культурного центру та Міністерства природокористування України.
Після прийняття цього наказу в Україні було активізовано роботу зі створення охоронних зон навколо гнізд рідкісних птахів. Національні парки Гуцульщина, Гомільшанські ліси, Ічнянський, Вижницький, Ужанський, Кременецькі гори, Галицький, Карпатський, Сколівські Бескиди, Подільські Товтри, Черемошський і Синевир, за пропозицією Київського еколого-культурного центру (КЕКЦ), схваленого Мінприроди України, почали таку роботу.
У жовтні 2016 р., за пропозицією КЕКЦ, Держлісагентство України звернулося із пропозицією в облуправління лісового господарства використати досвід НПП Гомольшанські ліси по створенню охоронних зон у своїй роботі.
У жовтні 2016 р. національний парк Сколівські Бескиди закінчив роботу із створення охоронних зон навколо гнізд рідкісних птахів, охоронні зони були затверджені протоколом лісовпорядної наради і будуть внесені в Проект організації території парку. У листопаді 2016 р. накази за утвердженням охоронних зон навколо гнізд червонокнижних птахів видали Міжрічинський регіональний ландшафтний парк і Тетерівський лісгосп (Київська область). Тетерівський лісгосп виділив 19 охоронних зон навколо 8 гнізд чорного лелеки, 2 гнізд малого підорлика, 1 гнізда підорлика великого, 4 гнізд змієїда, 4 місць гніздування сірого журавля. Регіональний ландшафтний парк Міжріченський виділив 7 охоронних зон навколо 1 гнізда чорного лелеки, 2 місць гніздування сірого журавля, 1 токовища тетеруків, 1 гнізда орлана-білохвоста, 1 гнізда чорного шуліки, 1 гнізда підорлика малого.

## Необхідні заходи по створенню охоронних зон навколо жител, місць зростання, розмноження і зимівлі рідкісних видів флори і фауни в Україні
26 жовтня 2016 р. в Україні були затверджені нові Санітарні правила в лісах України, якими передбачено створення охоронних зон навколо гнізд червонокнижних хижих птахів радіусом 500 м, для чорного лелеки — 1000 м і навкруги токовищ глухарів і тетеревів- 300 м.

Проте це явно недостатньо. Охоронні зони мають бути також передбачені для жител, місцьзростання, розмноження, зимівлі рідкісних видів звірів, амфібій, рептилій, комах, молюсків, а також для червонокнижних рослин, грибів, лишайників. Для цього необхідно внести відповідні зміни до Лісового кодексу України і Закону «Про Червону книгу України», передбачаючу розробку і затвердження спеціального Положення про охоронні зони Кабміном України або Минприродою України (як це зроблено в Польщі).
Такі охоронні зони в обов'язковому порядку мають бути створені в рекреаційних і господарських зонах усіх лісових національних парків (їх зараз близько 30) і біосферних Карпатському і Чорнобильському заповідниках, а також в рекреаційних і господарських зонах лісових регіональних природних парків (тому що там ведеться лісогосподарська діяльність). У заповідних зонах цих категорій ПЗФ охоронні зони створювати немає сенсу, оскільки там і так лісогосподарська діяльність заборонена.
Розташування охоронних зон для рідкісних видів флори і фауни в національних парках, біосферних заповідниках і регіональних ландшафтних парках слід вносити в Проекти організації території цих об'єктів ПЗФ, а охоронні зони у комерційних лісгоспах — в матеріали безперервного лісовпорядкування земель лісового фонду, які оновлюються щороку. Бажано охоронні зони також затверджувати наказами директорів національних парків, регіональних ландшафтних парків, біосферних заповідників, а в комерційних лісах — наказами директорів лісгоспів або керівників облуправлінь лісового господарства.
В охоронних зонах мають бути заборонені усі види рубок, збирання мертвої деревини, лісокультурна діяльність (посадки лісу), а також їх відвідування людьми. Такі охоронні зони необхідно створювати і в комерційних лісгоспах, що не мають на своїй території об'єктів ПЗФ. На території одного середнього лісгоспу може бути близько двох десятків гнізд червонокнижних видів птахів. Наприклад, на території Тетерівського лісгоспу (Київська область), що має площу 36 тис. га, було виявлено і узято під охорону 19 гнізд і місць гніздувания червонокнижних птахів. Створення таких охоронних зон тепер вимагають не лише новий санітарні правила в лісах України, але і норми міжнародної лісової сертифікації.
Якщо хижі птахи, як правило, протягом десятків років використовують для гніздування одно і теж гніздо, то чорний лелека може мати декілька таких гнізд, і заселяти їх по черзі. Тому, якщо гніздо чорного лелеки в цьому році було порожнє, його все одно треба брати під охорону. На відміну від гнізд хижих птахів і чорного лелеки, які добре видно на деревах і знаходяться десятиліттями на одному дереві, гнізда сірого журавля знайти дуже важко, оскільки вони розташовуються на землі серед високої трави, а наступного року журавлі можуть звити гніздо на новому місці. Тому слід виділяти в охоронну зону саме місце гніздування сірих журавлів, де можуть потенційно знаходитися їх гнізда (як правило пари журавлів будують гніздо одна від одної на відстані понад один км), для чого проводиться схематичний круг, в середину якого заносяться усі потенційні гнізда сірого журавля. А від межі цього круга додаються на північ, південь, захід і схід по 500 м належної охоронної зони.
Токовища глухарів і тетеруків можуть знаходитися на полянках, старих вирубках, на узліссі і займати площу близько 100 на 100 м. Місця токовищ у глухарів і тетеруків постійні протягом багатьох років. У глухарів по краях токовища нерідко розташовуються і гнізда. Тому під охорону береться уся площа токовища, яка також обмежується умовним кругом, від меж якого на південь, північ, захід і схід додається по 300 м охоронної зони. Оскільки токовища тетеруків і глухарів знищуються не лише під час рубок, але і внаслідок заростання лісом, на них мають бути заборонені усі лісокультурні роботи (зокрема посадка лісу). 

За таким же принципом виділяються і беруться під охорону житла, місця розмноження, зимівлі рідкісних молюсків, комах, амфібій і рептилій, ссавців, рослин, грибів, лишайників, а також колонії колпиць і коровайок. По краях їх житла, узятого під охорону, додаються ще і охоронні зони рекомендованих розмірів.
Що ж до охоронних зон навколо гнізд рідкісних хижих птахів, сов, чорного лелеки, дятлів, гоголя, клінтуха, сизоворонки, червоноголового королька і сірого сорокопуда, то охоронні зони рекомендованих розмірів виділяються безпосередньо навколо гнізда.
Розроблені наступні нормативи для охоронних зон навколо жител, місць зростання, розмноження і зимівлі рідкісних видів флори і фауни:

## Рекомендовані охоронні зони місць проживання, розмноження, зимовки рідкісних, занесених до Червоної книги України тварин[8]
| Назва виду | Місця мешкання, розмноження, зимівлі                                          | Радіус охоронної зони, м                     |
| --- | ----------------------------------------------------------------------------- | -------------------------------------------- |
| Безхребетні |                                                                               |                                              |
| Серуліна зубчаста | Житла у мертвій деревині, вітроломі                                           | 50 м, виділ                                  |
| Жук-відлюдник, вусач альпійський, вусач краснокрил Келлера, великий дубовий вусач, мускусний вусач | Місця розмноження, мешкання у стволах усихаючих дерев                         | 100 м                                        |
| Велике нічне павине око, мале нічне павине око | Місця розмноження, мешкання у деревних насадженнях на узліссях лісу           | 50 м                                         |
| Амфібії, рептилії |                                                                               |                                              |
| Карпатський тритон, дунайський тритон, альпійський тритон, тритон Кареліна | Зимівлі у вітроломі                                                           | 50 м                                         |
| Полоз леопардовий, полоз лісовий, мідянка, гадюка Нікольського, зелена ящірка | Зимівлі, місця розмноження і притулку у вітроломі і під коренями старих дерев | 50 м                                         |
| Птахи |                                                                               |                                              |
| Хижі птахи: орлан-білохвіст, чорний шуліка, червоний шуліка, змієїд, підорлик великий, малий підорлик, беркут, орел-карлик, скопа, лунь польовий, балабан, сапсан, могильник, тювик європейський, канюк степовий, гриф чорний | Гнізда на гілках дерев                                                        | 500 м                                        |
| Сови: пугач, гороб'ячий сич, бородата неясить, волохатий сич, неясить довгохвоста, сплюшка | Гнізда у дуплах дерев, під коренями дерев, у вітроломі, на гілках дерев       | 100 м                                        |
| Тетерук, глухар | Токовища, де токує 2 і більше самців                                          | Уся територія токовища і 300 м від його межі |
| Журавель сірий | Місця гніздування на землі у болотистих місцях                                | 500 м                                        |
| Чорний лелека | Гнізда на гілках дерев                                                        | 1000 м                                       |
| Дятли: білоспинний дятел, дятел зелений, дятел трипалий | Гнізда в дуплах дерев                                                         | 300 м                                        |
| Гоголь, клинтух, сиворакша | Гнізда в дуплах дерев                                                         | 100 м                                        |
| Косар, коровайка | Колонії гнізд на гілках дерев у заплавныих лісах                              | 100 м, виділ                                 |
| Корольок червоноголовий, сірий сорокопуд | Гнізда на гілках дерев, кущів                                                 | 100 м, виділ                                 |
| Ссавці |                                                                               |                                              |
| Мишівка лісова | Притулки у вітроломі                                                          | 50 м                                         |
| Ведмідь бурий | Барлоги у вітроломі, коренях старих дерев                                     | 500 м                                        |
| Кажани (усі дендрофільні види) | Місця розмноження, притулки під корою сухих дерев і в дуплах                  | 200 м, виділ                                 |
| Горностай | Місця розмноження у вітроломі                                                 | 100 м                                        |
| Кіт лісовий | Притулки у вітроломі, дупла у деревах                                         | 200 м                                        |

## Рекомендовані охоронні зони місць зростання рідкісних, занесених в Червону книгу України рослин, грибів і лишайників[8]
| Назва виду | Вимоги до місць зростання                                                                           | Радіус охоронної зони (м) від центру популяції                                     |
| --- | --------------------------------------------------------------------------------------------------- | ---------------------------------------------------------------------------------- |
| Дерев'янисті квіткові рослини і голонасінні | |                                                                                    |
| Модрина польська, тис ягідний, береза низька, жимолость блакитна, дуб австрійський, бузок угорський, ясен білоквітковий, жостер фарбувальний, берека, колокичка пір'яста, дафнія Софії, дафнія пахуча, бересклет карликовий | Відсутність ушкоджень дорослих і старих дерев і кущів, а також відновлення.                         | У разі поодиноких дерев — 100 м, кущів — 50 м, у разі групового зростання — виділ. |
| Квіткові рослини | |                                                                                    |
| Дафнія пахуча, пролісок Эльвеза, пролісок звичайний, пролісок складчастий, ліннея північна, білоцвітник весняний, ірис боровий, кандик собачий зуб, рябчик російський, вязель стрункий, чина строката, бородник звитяжний, бересклет карликовий, простріл розкритий, простріл чорніючий, скополія карнеолійська, беладонна звичайна, усі лісові види орхідей | непорушена запона лісу, потрібні старі дерева для утворення мікоризи або специфічних умов зростання | 100 м                                                                              |
| Плауни і папороті | |                                                                                    |
| Діфазіаструм Іслера, діфазіаструм плоский, діфазіаструм трьохколосковий, діфазіаструм Цайллера, плавун річний, баранчик звичайний, гроздовник півмісяцевий, гроздовник ромашколистний, гроздовник багатороздільний, гроздовник віргінський | непорушена запона лісу                                                                              | 100 м                                                                              |
| Лишайники | |                                                                                    |
| Рамаліна канарська, уснея довга, уснея квітуча, летарієлла переплетена, пармотрема перлинна, кладонія альпійська, белонія геркулинська, лобарія широка, лобарія легенева, стикта закопчена, стикта лісова, нефрома рівна, нефрома загорнута, паннарія повстяна, пармелієла щетиниста, алекторія парайкова, аллоцетрарія Оукса, тукнерарія Лаурера            | Стволи старих усихаючих дерев, вітролом                                                             | 100 м                                                                              |
| Гриби | |                                                                                    |
| Спарасис кучерявий, трутовик розгалужений, гріфола багатокапелюшна, герицій кораловий | Стволи старих усихаючих дерев, вітролом                                                             | 100 м                                                                              |

### Ресурси Інтернету
- Национальный парк Синевир приступил к созданию охранных гнезд вокруг редких птиц
- Ичнянский и Выжницкий национальные парки приступили к созданию охранных гнезд вокруг гнезд редких птиц[недоступне посилання з липня 2019]
- Региональный ландшафтный парк Межреченский первым среди РЛП создал охранные зоны для гнезд редких птиц